# 安纳布尔纳环线
安纳布尔纳环线（英語：Annapurna Circuit）是一条环绕尼泊尔中部安纳布尔纳峰地区的野外徒步路线。 整条徒步路线的总长度在160—230（99—143英里）之间变换，这具体取决于起点位置和终点位置的不同。路线穿越了两个不同的河谷并环绕整个安纳布尔纳峰。安纳布尔纳环线的最高点在驼龙垭口，其海拔高度为5,416（17,769英尺），已经触及青藏高原的边缘。实际上，绝大部分徒步旅行者都会选择逆时针行走这条路线，因为这样每日增加的海拔高度会比较缓慢，所以通过驼龙垭口也会相对更安全和更容易。
通过安纳布尔纳环线可以近距离观赏的山景包括：安纳布尔纳峰、道拉吉里峰、鱼尾峰、马纳斯卢峰、刚嘎普尔那峰（Gangapurna）、蒂利乔峰、皮桑峰和庞达丹达峰，以及其他安纳布尔纳地区海拔在6000米到8000米的山峰。
安纳布尔纳环线的徒步旅行一般开始于马沙阳蒂河河谷的贝西沙尔或布贝尔（Bhulbhule），并在卡利甘达基峡谷结束。从加德满都驾车7小时即可抵达贝西沙尔。这条路线经过稻田，穿过亚热带森林，并经过几条瀑布和巨大悬崖，以及几个村落。
安纳布尔纳环线被誉为是世界上几条最好的野外长途徒步路线之一。因为它以完整未开发的形态展示了各种气候带景色，从海拔600米的热带气候到海拔5,416米的驼龙垭口的极地气候；同时这里也有丘陵地区的印度教村落，还有位于马南谷和下慕斯唐（Lower Mustang）的西藏文化村落。随着当地政府在这里修建道路，导致整条路线的步行时间被缩短，但同时也让这里成为山地自行车骑行者的胜地。特别是慕斯唐是他们的最爱的目的地之一。

## 标准耗时
徒步走完安纳布尔纳环线大约需要15到20天， 从加德满都离开后在博克拉停留，然后再返回加德满都。 这条徒步旅行路线相对比较温和但又具有一定的挑战性，沿路的河流之上修建了许多钢制或木制的悬索桥。沿路的茶馆及小屋大多可提供住宿及餐饮服务。某些徒步人士或团体也会选择携带帐篷，但他们选择的路线通常远离村落，或有登山计划。

### 大致行程

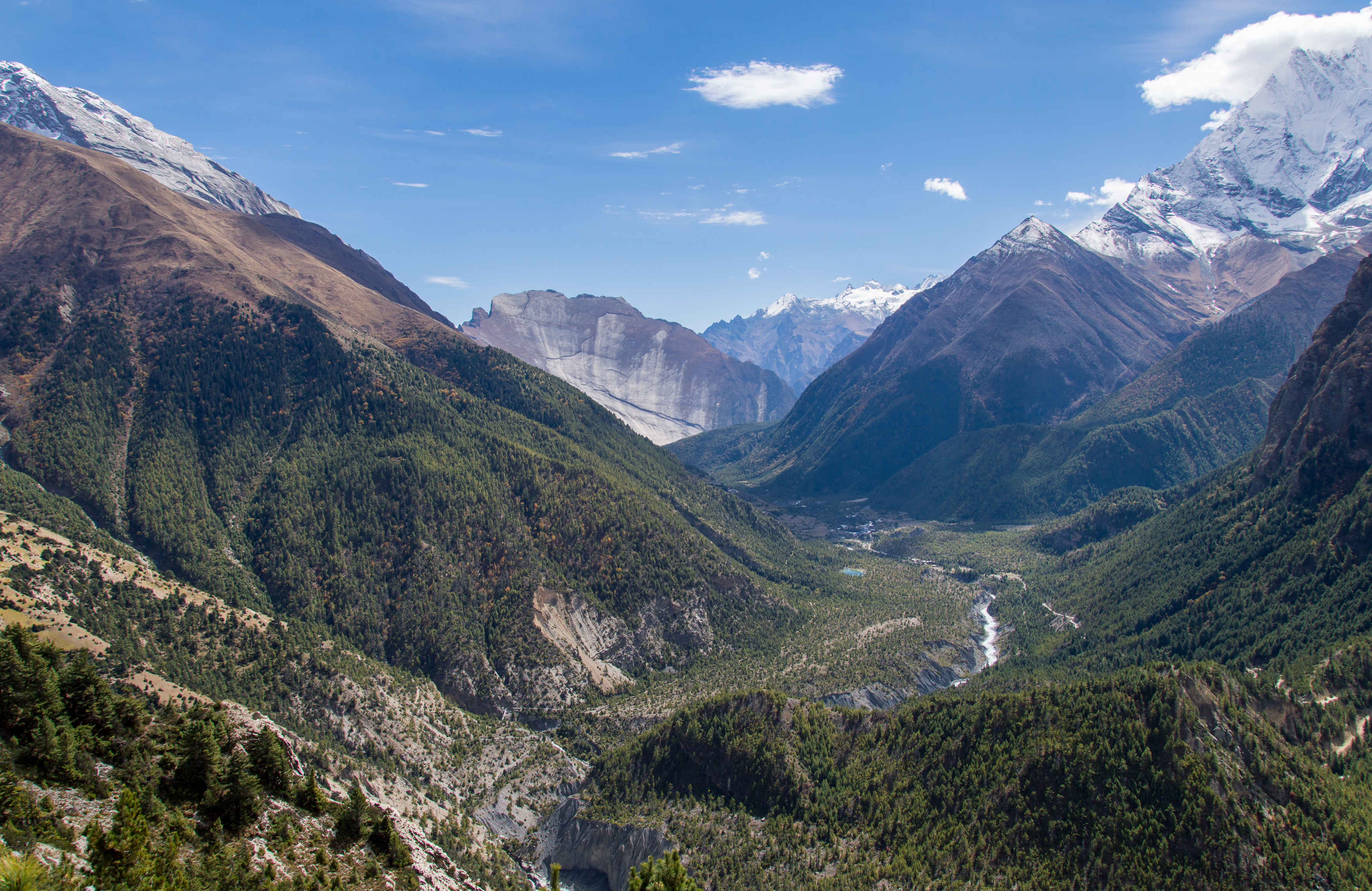
皮桑附近的庞达丹达峰和马沙阳蒂河。

1. 第一天：从加德满都出发，搭乘私家车或大巴向西至贝西沙尔（英语：Besisahar）（820或2,690英尺），耗时大约6至7个小时。
2. 第二天：步行至库迪（英语：Khudi, Nepal）（790或2,590英尺）。
3. 第三天：步行至巴浑丹达（英语：Bahundanda）（1,310或4,300英尺）。
4. 第四天：步行至加贾特（英语：Jagat）（1,290或4,230英尺）。
5. 第五天：步行至达拉巴尼（英语：Dharapani, Gandaki）（1,920或6,300英尺）。
6. 第六天：步行至茶么（英语：Chame, Nepal）（2,630或8,630英尺）。
7. 第七天：步行至下皮桑（英语：Pisang） / 上皮桑（3,190或10,470英尺）。
8. 第八天：步行至马南（3,520或11,550英尺）。
9. 第九天：在马南（3,520或11,550英尺）休整一日。
10. 第十天：步行至利勒达（Letdar）（4,250或13,940英尺）。
11. 第十一天：步行至索隆菲迪（Thorung Phedi）（4,500或14,800英尺）。
12. 第十二天：步行至慕克缇娜斯（英语：Muktinath）（3,800或12,500英尺），途中将穿越驼龙垭口（5,416或17,769英尺）。
13. 第十三天：步行至玛法（英语：Marpha）（2,665或8,743英尺）。
14. 第十四天：步行至莱特（英语：Lete, Nepal）（2,470或8,100英尺）；现在通常会在这段行程使用汽车或山地车，故不会选择在莱特停留一日。
15. 第十五天：步行至塔托帕尼（英语：Tatopani, Myagdi）（1,160或3,810英尺）；如果选用汽车或山地车，则会和上面的行程合并成第十四日行程。
16. 第十六天：步行至果瑞巴尼（英语：Ghorepani）（2,775或9,104英尺）。
17. 第十七天：步行至比瑞丹提（Birethanti）（1,050或3,440英尺），从这里搭车返回博克拉。
18. 第十八天：返回加德满都。

* 注：括号内的高度数字为当地海拔高度。

### 脚注
1. ↑  中文译名参考自纽约时报中文网报道《喜马拉雅山雪崩至少20人遇难》。
2. ↑  中文译名参考自中国登山协会资料《十四座8000米以上山峰介绍（图文）》。

### 出典
1. ↑  .   [2018-05-03]. （原始内容存档于2016-12-20）.
2. ↑  . Lumbini Media.   [2018-05-03]. （原始内容存档于2020-02-20）.
3. ↑  . MyTrip2Nepal.   [2018-05-03]. （原始内容存档于2017-10-14） （英国英语）.
4. 1 2 3  .   [2016-08-23]. （原始内容存档于2016-08-28）.
5. ↑  . 2013-06-13  [2016-08-23]. （原始内容存档于2016-08-26） （美国英语）.